# Кегручей
Кегручей — ручей в России, протекает по территории Деревянкского и Ладвинского сельских поселений Прионежского района Республики Карелии. Длина ручья — 13 км.
Ручей берёт начало из болота без названия на высоте выше 131,4 м над уровнем моря и далее течёт преимущественно в юго-восточном направлении по заболоченной местности.
Кегручей в общей сложности имеет четыре малых притока суммарной длиной 20 км.
Впадает на высоте выше 58 м над уровнем моря в реку Кяй. Кяй, в свою очередь, впадает в реку Ивенку (ниже — Ивину), впадающую в Верхнесвирское водохранилище, через которое протекает река Свирь.
Населённые пункты на ручье отсутствуют.
Код объекта в государственном водном реестре — 01040100712202000012193.